# Running with Scissors
Running With Scissors, Inc. (förkortat RWS ) är en amerikansk spelutvecklare med bas i Arizona. Deras mest kända titel, Postal, blev offentligt kritiserad av senator Joseph Lieberman och andra kritiker på grund av dess extrema våld.
Företaget grundades under namnet Riedel Software Productions (förkortat RSP) 1980 av Mike Jaret Riedel och Vince Desiderio. Bolagets första spel var Spy vs. Spy som följdes av många spel med barn som främsta målgrupp, däribland Tom och Jerry och Bobby's World till Super Nintendo liksom många Sesame Street-spel. Men företaget blev så småningom trött på att ge ut licensierade barnspel. Arbetet med Postal inleddes officiellt då företaget bytte namn till Running with Scissors.
I april 2003 släppte RWS en fortsättning, Postal 2, i vilken f.d. barnskådespelaren Gary Coleman medverkade. Spelet innehåller många skämt på Liebermans bekostnad och har också en hel grupp av fienden som föreställer Usama bin Ladin.
2011 släpptes Postal III till PC.